# Покровсько-Багацька волость
Покровсько-Багацька волость — адміністративно-територіальна одиниця Хорольського повіту Полтавської губернії з центром у селі Покровська Багачка.
Станом на 1885 рік — складалася з 38 поселень, 29 сільських громад. Населення 6560 — осіб (3172 осіб чоловічої статі та 3388 — жіночої), 1017 дворових господарств.
Основні поселення волості:
- Покровська Багачка — колишнє власницьке село за 14 верст від повітового міста, 195 дворів, 1007 мешканців, православна церква, 2 постоялих двори, постоялий будинок, 3 лавки, 3 ярмарки (вербн., 1 серпня і 14 жовтня), 9 вітряних млинів, 2 маслобійні заводи. За 2 версти — пивоварений завод.
- Березняки (Новоселівка, Костянтинівка) — колишнє державне та власницьке село при річці Сула, 242 дворів, 1250 мешканців, православна церква, 2 постоялі будинки, лавка, 2 ярмарки (1 квітня і 31 серпня), кузня, 3 водяні і 13 вітряних млинів, 3 маслобійні заводи.
- Хильківка — колишнє власницьке село, 80 дворів, 479 мешканців, православна церква, постоялий будинок, лавка, ярмарок 13 липня, 3 вітряні млини.

Старшинами волості були:
- 1900 року козак Прокофій Карлович Чернявський[2];
- 1904—1915 роках селянин Іван Родіонович Кириленко[3],[4],[5].